# Heteronyx cervina
Heteronyx cervina är en skalbaggsart som beskrevs av Jean Baptiste Boisduval 1835. Heteronyx cervina ingår i släktet Heteronyx och familjen Melolonthidae. Inga underarter finns listade i Catalogue of Life.